# Révolution industrielle en Suède
La révolution industrielle suédoise est le passage, en Suède, d'une société à dominante agraire à une société industrielle. Ce processus a affecté profondément l'économie, la politique, la société et l'environnement de la Suède, comme il l'a fait dans le reste du monde.
L’économiste américain John Rostow situe la révolution industrielle suédoise vers 1850, à peu près au même moment que la révolution industrielle allemande. La révolution industrielle suédoise a toutefois été moins rapide. La Suède ne disposait pas de gisements de charbon, mais elle a connu dès le XVIIe siècle une pré-révolution industrielle fondée sur sa domination de la proto-industrie mondiale du fer.

## Un minerai réputé, accessible à ciel ouvert
Les mines de fer de Suède, exploitées depuis longtemps par les vikings, ont constitué la base de la révolution industrielle suédoise, car le minerai était réputé pour sa qualité, sa fiabilité, sa facilité à fondre, tandis que l'abondance des forêts constituait un atout de plus, dans un pays où l'agriculture occupait des surfaces moins importantes qu'ailleurs. La Suède a été ensuite obligée de spécialiser sur la qualité de ses produits et leur valeur ajoutée, car elle ne disposait pas de charbon capable de prendre le relais 

## L'arrivée des Wallons auxXVIeetXVIIesiècles
Jusqu'au XVIIe siècle, les mini-montagnes des Ardennes, riches en forêts et cours d'eau filant vers Anvers et Rotterdam, constituaient autour de Liège le centre européen de la proto-industrie du fer wallonne et française. Près de 200 usines y fonctionnaient en 1566 (500 pour toute la région entre la Meuse et le Rhin), réparties en cinq bassins : Namur (Sambre et Meuse), Liège, Huy (Hoyoux), Habay (Lesse, Semois et Chiers) et Durbuy, même si Charles le Téméraire détruisit 17 fonderies en 1470, en représailles de l’attaque des 600 Franchimontois.
À partir de 1600, entre 5 000 et 10 000 Wallons émigrèrent en Suède, à la fois pour des raisons économiques et religieuses. Les protestants fuyant les persécutions des espagnols ont été très tôt accueillis dans une Suède peu peuplée, où le Nouveau Testament fut traduit en suédois par Olaus Petri dès 1526 et une Église d'État adoptant les thèses de Martin Luther instaurée en 1540.
En 1613, la Suède mit fin à la guerre de Kalmar et conclut avec le Danemark une paix onéreuse, financée par un l'emprunt de 1616 auprès des Hollandais, avec pour garantie les riches mines de fer de Suède. Le wallon réfugié à Amsterdam Louis De Geer (1587-1662) se met alors en relation avec Guillaume de Bèche, Liégeois qui exploite depuis 1595 et les forges de Nyköping et les forges de Finspang, en faisant venir des wallons exilés aux Pays-Bas. 
Louis De Geer se lance dans le commerce des armes, devient armateur, s'implante à La Rochelle et prête de l’argent au roi Gustave II Adolphe de Suède. En vingt ans, de 1620 à 1640, cinq mille artisans qualifiés sont recrutés en Wallonie, en France (Givet), en Lorraine, avec bureau de recrutement et contrats de travail.
Les Flamands s'installent au nord d'Uppsala, ancienne capitale du royaume et ville hanséatique au bord de la Baltique, à 70 kilomètres au Nord de Stockholm, où la prestigieuse université d'Uppsala ouvrit ses portes en 1477.
D'autres wallons s'installent dans la très riche mine de Dannemora au nord de Stockholm, selon l'historien suédois Göran Rydén, université d'Uppsala.

## L'exportation du fer en Angleterre, de la technologie en France
Cette révolution a été très rapide, bien avant les autres révolutions industrielles d'Europe. Entre 1620 et 1650, les exportations de fer de la Suède ont triplé, pour atteindre 17 500 tonnes par an. Premier marché, les canons de la marine anglaise et hollandaise, qui se développent avec la Compagnie néerlandaise des Indes orientales et le Navigation act de Cromwell. Au Nord-Est d’Uppsala, vingt-trois bruks (villages de forges), répartis sur quatre communes, produisirent jusqu'en 1992, des « gueuses » (barre de fer) à partir de la mine de fer de Dannemora, considérée comme la première du monde, en quantité de minerai extrait comme en qualité. On y trouve une multitude de villages intacts, construits autour des usines sidérurgiques les plus vieilles de Suède. Celui de Lindesberg est inscrit au patrimoine mondial de l’Unesco.
Graffin Prankard était un quaker et négociant en métaux du port de Bristol, qui a joué un rôle considérable dans les importations de métaux de l'Angleterre et le développement des premiers entrepreneurs de la fonte britannique.
Les exportations de fer en Angleterre, de loin le premier marché suédois, ont en particulier profité du triplement en 25 ans du nombre de forges existant en Angleterre, entre la Glorieuse Révolution de 1688 et le traité d'Utrecht de 1713. Les premiers entrepreneurs de la fonte britannique ont profité de la présence de négociants anglais en Suède, et du dynamisme de leurs correspondants commerciaux, tels que Graffin Prankard, un quaker et négociant en métaux du port de Bristol, qui investira dès les tout débuts dans la forge d'Abraham Darby.
La France a aussi bénéficié très tôt de la matière première suédoise, en particulier l'enclave protestante et artisanale de Sedan. Des maîtres liégeois ont aussi appris aux usines de Sedan la fabrication de la vaisselle et de la poterie domestiques et ont importé à Saint-Étienne l'étirage du canon de fusil par le martinet, dans la manufacture créée par Colbert, qui deviendra Manufrance. La clouterie, la taillanderie, la coutellerie, la serrurerie, l'horlogerie, l'armurerie, la lunetterie et le travail des pinces prennent essor dans toute l'Europe. La fonte, le martelage, la trempe, le recuit, la finition, entre autres, sont des étapes délicates qui souvent impliquent le recours aux secrets que les proto-ouvriers se transmettent de père en fils.

## La domination du fer européen auXVIIIesiècleet la conquête du Nord

Part de la production mondiale d'acier par pays. Avant 1750, les données sont essentiellement des conjonctures.

En 1750, la Suède produisait environ 35 % du fer mondial, profitant de l'abondance des forêts et des cours d'eau. Les propriétaires d’usines ont été encouragés à transférer leur production vers les régions boisées du nord. Alors que le XVIIe siècle a vu des usines de fer se construire dans les régions de Gästrikland et Hälsingland, le XVIIIe siècle s'étend dans les régions d’Ångermanland et Västerbotten. Toutes les usines au sud de Rosfors étaient dépendantes du minerai du centre de la Suède alors que celles de la région de Norrbotten utilisaient celui du nord. Celle d’Olofsfors, propriété de l'anglais John Jennings utilisait du minerai en provenance de la mine d’Utö dans l’archipel de Stockholm. 
La prestigieuse université d'Uppsala en 1728 s'est développée à cette époque. Quand Carl von Linné, grand naturaliste suédois, s'y inscrit, les études de médecine n’étaient suivies que par une dizaine d’étudiants sur cinq cents. Il y rencontre Olof Celsius (1670-1756), oncle du savant Anders Celsius (1701-1744), qui l’engage comme tuteur de ses fils et lui permet d’accéder à sa bibliothèque. C’est à Uppsala, dès l’âge de 24 ans, qu’il conçoit sa classification des plantes d’après les organes sexuels et commence à l’exposer dans son Hortus uplandicus
Le fer représente, selon les périodes du XVIIIe siècle, entre un tiers et la moitié des exportations suédoises, et passe en volume de 35 000  à   50 000 tonnes du début à la fin du siècle. La part de l'Angleterre dans les destinations va progressivement diminuer tout au long du siècle, passant de 60 % à 40 %. De nombreux exportateurs suédois de cette époque sont des négociants anglais.

## Le recul économique et politique de la fin duXVIIIesiècle
À la fin du XVIIIe siècle, après la transformation de la houille en coke, les fondeurs ne se serviront plus que du charbon, plus abondant et moins coûteux. En Belgique, ils abandonneront leurs fonderies des hauts plateaux pour se fixer autour de Charleroi et de Liège, le long du sillon Sambre et Meuse. Leurs produits deviennent plus compétitifs que ceux des Suédois.
Le contexte politique devient aussi pénalisant. Entre 1771 et 1792, le roi de Suède Gustave III restaure la monarchie absolue, mettant fin au pouvoir parlementaire du Riksdag déclaré depuis 1604, les membres de l'assemblée ayant même en 1719 institué un système constitutionnel. La Russie imposa sa domination à l’Europe du Nord à l’issue de la guerre du Nord, pour s’octroyer en 1809 la moitié orientale de la Suède et d’en faire le Grand-Duché de Finlande, sous administration russe. Cette année-là, la Suède devint une monarchie constitutionnelle.

## La révolution industrielle duXIXesiècle
L’économiste américain John Rostow situe l’essor de la révolution industrielle suédoise en 1850, à peu près au même moment au même moment que celle de l’Allemagne et moins rapide. La Suède ne dispose pas de gisements de charbon. En 1856, une ligne de chemin de fer fut instaurée de Malmö à Lund, ce qui accélère la révolution industrielle en Suède.
Stimulée par la construction des chemins de fer et la création de banques d'affaires, la révolution industrielle commença par la mobilisation des ressources forestières. La pâte à papier ouvrit au bois un débouché de grande importance. La métallurgie s'appuie sur les aciers de qualité, avec l'arrivée de la mécanique de précision et les gisements de Laponie permirent de développer les exportations de minerais de fer. Dès 1864, la liberté d'entreprise fut totale et le protectionnisme abandonné.